# زملول ثخين الأبواغ
زملول ثخين الأبواغ (الاسم العلمي: Exobasidium pachysporum) هو نوع من الفطريات يتبع جنس الزملول من فصيلة الزملولية